# Ambassis elongatus
Ambassis elongatus és una espècie de peix pertanyent a la família dels ambàssids.

## Descripció
- Fa 7,5 cm de llargària màxima.[3][4]

## Hàbitat
És un peix d'aigua dolça, bentopelàgic i de clima tropical (20 °C-32 °C; 17°S-20°S).

## Distribució geogràfica
Es troba a Austràlia: Queensland (rius O'Shannessy (138° 45′ E), Leichardt (139° 49′ E) i Norman (141° 08′ E).

## Observacions
És inofensiu per als humans.